# Udsagnsord
 Denne artikel bør gennemlæses af en person med fagkendskab for at sikre den faglige korrekthed.

Et udsagnsord eller et verbum (verbet - flere verber) af latin verbum = ord) er et ord, der udtrykker en handling ("løber", "leger"), en hændelse ("indtræffer", "synker") eller en tilstandsmåde ("er", "bør"), og som fungerer som prædikat i en sætning. På norsk blev de tidligere kaldt "gerningsord". Udsagnsord/verber er en af ordklasserne.

## Historie
Homer viste i Iliaden til ting, som havde været, ting, som var, og ting, som tilhørte fremtiden. Platon bemærkede, at sprog indeholder, hvad vi nu tænker på som navneord og udsagnsord. En fælles opfattelse var, at udsagnsordene optrådte i tre tider: Fortid, nutid og fremtid. Det var Aristoteles uenig i. Han havde inddelt sproget i ordklasser, og verber kaldte han rhéma (ῥῆμα = udsagn, ytringer). Han godtog ikke noget faktisk "nu", men beskrev alt som enten fortid eller fremtid. Hverken Platon eller Aristoteles interesserede sig for sprogets grammatik, men kun for sproget som udgangspunkt for logisk korrekte slutninger.
Dette ændrede sig, da Dionysius Thrax (ca 170 f.Kr. – ca 90 f.Kr.), som var elev af Aristarkhos fra Samotrake, udgav et lille skrift, der fik status af håndbog i grammatik i Konstantinopel efter 400-tallet. I Romerrigets skoler blev den brugt under sit latinske navn, Ars grammatica (= Grammatikkens kunst). Thrax var påvirket af stoikernes strenge adskillelse mellem fornuft og følelser. Deres grammatiske læremester Aristarkhos etablerede et system med otte ordklasser, stadig med rhéma lånt fra Aristoteles, men omdøbt til "verb". Thrax beskrev dette som den del af samtalen, der bøjes i tid, person og tal, og betegner en handling eller en hændelse. Det system, som Artistarkhos udviklede og Thrax beskrev, forblev kernen i vestlig grammatik. Omkring år 500 fremholdt Priscian, at en sætnings naturlige rækkefølge er at sætte subjektet foran verbet; videre skelnede han mellem transitive og intransitive udsagnsord.
I norrøn mytologi optræder de tre norner med navne, der beskriver verbets tidsaspekter: Urd (af fortidsformen af det norrøne udsagnsord verða = at tilblive), Verdandi (= det værende, nutid) og Skuld (af skulu = fortidsformen af "skulle"). Norrønt havde langt flere udsagnsord med stærk bøjning; historisk blev alle udsagnsord bøjet stærkt. Hvor man i dag siger "graver - gravede - har gravet", hed det på norrønt grafa - gróf - grafinn. I dag kan man vælge datidsform af "fnise" - både den stærke bøjning "fnes" og den nyere, svage bøjning "fnisede". Det gælder flere udsagnsord, f.eks: "svingede/svang - jagede/jog - hængte/hang"
I germanske sprog er udsagnsordene præcise, mens de i romanske sprog er generelle og abstrakte. Professor Iørn Korzen lod danskere og italienere genfortælle en episode fra serien om Mr. Bean. Danskerne beskrev handlingsforløbet detaljeret ved hjælp af udsagnsord, mens italienerne var ordfattigere med hovedvægten på brug af navneord. Den svenske forfatterinde Sara Lövestam, som selv har skrevet om udsagnsord, har mødt oversættere, der fortalte om problemerne ved at oversætte en svensk tekst pga. de nuancerede udsagnsord. En svensk sætning med to ord kan på fransk behøve flere sætninger med brug af adjektiver. Her er en sammenligning mellem dansk og italiensk:
| Dansk - Hunden gik ind - Fisken svømmede ind - Fuglen fløj ind - Bilen kørte ind - Skibet sejlede ind | Italiensk - Il cane entrò - Il pesce entrò - L'uccello entrò - La macchina entrò - La nave entrò |

## Bøjning
På dansk bøjer man normalt verber i følgende måder/former:
- Navnemåde, fortællemåde eller bydemåde.
- Handleform eller lideform.
- Nutid eller datid.

Dertil findes der en nutids tillægsform (lang tillægsform) og en datids tillægsform (kort tillægsform); se også participium.
I ældre tid blev danske udsagnsord også bøjet i grammatisk tal.

## Eksempler
- Løbe, løb, løber, løbet, løbende.
- Det er sjovt at løbe en tur (navnemåde).
- Løb nu! (bydemåde).
- Han løber i skoven (fortællemåde, handleform, nutid).
- Han løb i går (datid).
- Han har løbet (datids tillægsform).
- Tegn en løbende mand (nutids tillægsform).

## Verber
Verber kan bøjes i tempus (tid), modus (måde) og diatese (aktiv/passiv). På nogle sprog bøjes verber tillige efter person; dette forekommer dog ikke på dansk.
De forskellige tider er: Imperativ (bydemåde), infinitiv (navnemåde), præsens (nutid), præteritum/imperfektum (datid), perfektum (før nutid), pluskvamperfektum (før datid). Desuden findes de to tillægsformer: Perfektum participium (kort tillægsform) og præsens participium (lang tillægsform).
De forskellige modi er:
- Indikativ – som bruges næsten altid: "Jeg går en tur."
- Imperativ – der grundlæggende kan beskrives som en ordre: "Hent avisen!"
- Konjunktiv – som udtrykker et ønske. Konjunktiv forekommer på dansk kun i faste vendinger som: "Kongen længe leve!" eller "Gud bevare Danmark!" Det karakteristiske er, at verbet står i en form, der er sammenfaldende med en infinitivform.

Diatese angiver, hvordan et verbum er bøjet i henholdsvis aktiv og passiv. I en aktiv sætning er det subjektet (grundleddet), som udfører en handling over for objektet. I en passiv sætning er det subjektet, der gøres noget ved.
- Aktiv: "Pigen henter bogen."
- Passiv: "Bogen hentes" eller "Bogen bliver hentet."

Man kan ydermere angive, hvem der udfører handlingen med bogen ved at tilføje agens. I ovenstående eksempel tilføjes "af pigen" til den passive sætning: "Bogen hentes af pigen."
På dansk transformeres en sætning på den måde fra aktiv til passiv ved at gøre det direkte objekt til subjekt, tilføje et -s til verbet (eller lave en omskrivning med "at blive") og angive aktiv-sætningens subjekt med en præpositionsforbindelse (forholdsordsled).
Der findes forskellige former for verber: De, som ikke kan stå alene i en sætning, og de, som kan. F.eks. giver det ingen mening at skrive "manden løbet", mens "manden løber" er helt acceptabelt. Verber, som kun kan agere verballed (udsagnsled) ved sammensatte tider (mere end et ord er verballed), kaldes infinitte. Infinitiver og tillægsformer går under denne kategori. Infinitte verber kan på dansk ikke bøjes i tempus (eller person).
Finitte verbalformer bøjes i tempus og kan stå alene som verballed i en tekst.
Verber kan også inddeles alt efter, om de tager objekt eller prædikat. Eksempelvis tager verbet "er" subjektsprædikat: "Han er rar".
- Verber, som tager prædikat, kaldes kopulative.

Verbet "skriver" kan tage objekt. F.eks.: "Manden skriver en sang."
- Verber, som kræver et objekt, kaldes transitive. Det giver ingen mening at sige "Jeg lægger" eller "Han vækkede". Der må et objekt med - "Jeg lægger lige bogen", "Han vækkede os".
- Verber, som hverken kan tage objekt eller prædikat, kaldes intransitive, såsom "vågne" og "løbe".